# Grjazoveckij rajon
Il Grjazoveckij rajon (in russo Грязовецкий район?) è un rajon dell'Oblast' di Vologda, nella Russia europea; il capoluogo è Grjazovec. Istituito il 1º agosto 1929, ricopre una superficie di 5.030 chilometri quadrati ed ospita una popolazione di circa 38.000 abitanti.